# Линокс (Масачусетс)
Линокс (енгл. Lenox) насељено је место без административног статуса у америчкој савезној држави Масачусетс.

## Демографија
По попису из 2010. године број становника је 1.675, што је 8 (0,5%) становника више него 2000. године.
| Група             | 2000.         | 2010.         |
| Белци             | 1.602 (96,1%) | 1.589 (94,9%) |
| Афроамериканци    | 10 (0,6%)     | 6 (0,4%)      |
| Азијати           | 13 (0,8%)     | 10 (0,6%)     |
| Хиспаноамериканци | 29 (1,7%)     | 47 (2,8%)     |
| Укупно            | 1.667         | 1.675         |